# 아부 이브라힘 알하셰미 알쿠라이시
아부 이브라힘 알하셰미 알쿠라이시(아랍어: أبو إبراهيم الهاشمي القرشي, Abu Ibrahim al-Hashimi al-Qurashi, 1976년 10월 1일/10월 5일~2022년 2월 3일)는 이라크 레반트 이슬람 국가의 2대 지도자이다. 전 지도자인 아부 바크르 알바그다디가 죽은 지 5일만인 2019년 10월 31일에 지도자로 임명되었다. 본명은 아미르 모하메드 압둘 라만 알말리 알살비(아랍어: أمير محمد عبد الرحمن المولى الصلبي)이다.

## 생애

### 지도자 임명 전 생애(~2019)
이라크 탈아파르에서 이라크 튀르크멘 부모 사이에서 태어났다. 모술에 있는 대학에서 샤리아법을 배웠으며 바그다드 대학교 이슬람학 박사 학위를 받았다. 졸업 후 사담 후세인 시절 장교로 지냈다. 2003년 이라크 침공이 끝나고 사담 후세인이 하야한 후 알카에다에 들어가여 종교위원회와 샤리아 법무부 장관을 지냈다. 2004년 한 캠프에서 미군에 의해 체포당해 구금당하던 중 거기서 아부 바크르 알바그다디를 만났다. 알려지지 않았으나 시간이 지나 풀린 후 다시 알카에다에 합류한 것으로 추정된다. 2014년 알쿠라이시는 알카에다를 떠나 이라크 레반트 이슬람 국가한테 충성을 맹세했다. 알쿠라이시가 학살, 전투에 참여하는 동안 아부 바크르 알바그다디는 부지도자까지 올라갔다.

### 지도자(2019~2022)
2019년 10월 26일 아부 바크르 알바그다디가 사망하자 한 위원회는 알쿠라이시를 새 지도자로 선출시켰고 5일 뒤인 10월 31일 2대 지도자로 임명되었다.
2022년 2월 3일, 조 바이든 미국 대통령은 시리아 북서부 이들립주 아트메에서 미군 특수부대 델타포스의 기습작전으로 알쿠라이시가 사망했다고 발표했다. 미군 특수부대가 주거지를 기습해오자 알쿠라이시는 폭탄을 터뜨렸고 자신과 가족이 모두 현장에서 사망했다. 시리아 민방위대에 따르면, 여성 4명과 어린이 6명을 포함한 13명이 사망했다.